# Régalien
 (septembre 2011).
Si vous disposez d'ouvrages ou d'articles de référence ou si vous connaissez des sites web de qualité traitant du thème abordé ici, merci de compléter l'article en donnant les références utiles à sa vérifiabilité et en les liant à la section « Notes et références ».

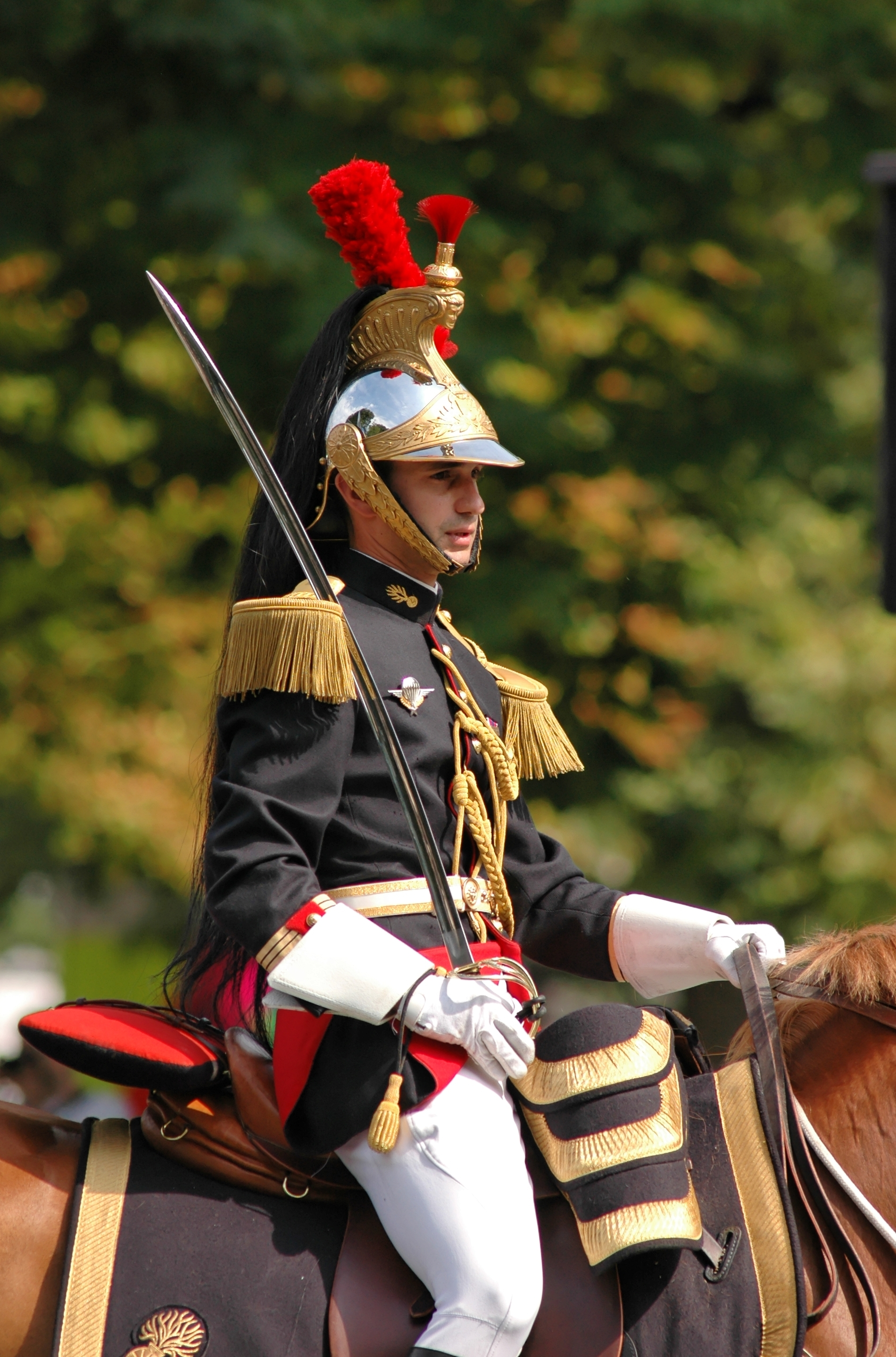
Un officier de la Garde républicaine (France).

L'adjectif « régalien » (du latin regalis, royal) définit ce qui est attaché à la souveraineté d'un chef d'État, qui est du ressort de l'exercice de la puissance gouvernante (président, roi ou empereur, selon le type de régime politique).

## Droit et fonctions régaliens
D’abord utilisée dans la locution Droit régalien, cette épithète est associée aussi avec les mots « fonctions » et « pouvoirs » avec la même acception. « Droit régalien » désigne des pouvoirs exclusifs du seigneur que personne d'autre n'a le droit d'exercer sur son territoire. En économie, les fonctions régaliennes désignent des tâches que l'État ne doit pas ou ne peut pas déléguer à des sociétés privées. La liste des droits ou fonctions régaliennes dépend du système politique et de l'opinion de chacun.
Aujourd'hui, les fonctions régaliennes désignent souvent les fonctions suivantes :
- assurer la sécurité extérieure par la diplomatie et la défense du territoire ;
- assurer la sécurité intérieure et le maintien de l'ordre public avec, notamment, des forces de police ;
- définir le droit et rendre la justice ;
- détenir la souveraineté monétaire en émettant de la monnaie, notamment par le biais d'une banque centrale ;
- détenir la souveraineté budgétaire en votant le budget de l'État, en levant l'impôt et en assurant la gestion des finances publiques.

Certains courants du libéralisme considèrent que la quatrième fonction (en particulier l'émission de la monnaie) n'est pas régalienne. Ainsi, Friedrich Hayek défend la concurrence monétaire et refuse à l'État le monopole sur la monnaie fiduciaire.
Selon le système politique et l'époque, ces droits sont ou ne sont pas régaliens.

## Adam Smith
Dans Recherches sur la nature et les causes de la richesse des nations, Adam Smith constate que les souverains abusent de leurs pouvoirs en voulant partir en guerre trop souvent, posant des problèmes de dettes souveraines trop élevées.
Adam Smith veut réduire les pouvoirs régaliens à :
- protéger la société contre toute violence intérieure ou extérieure ;
- protéger tous les membres de la société contre l’injustice ou l’oppression causée par un autre membre, ou bien établir une administration exacte de la justice ;
- fournir des infrastructures et des institutions publiques, qui sont bénéfiques à toute la société, mais qu’un entrepreneur privé ne peut pas financer lui-même rentablement, par exemple pour l'éducation, les soins pour tous, l'accès à l'eau.

## Autres cas d'utilisation du mot régalien
- Maison régalienne : famille descendante d'un roi.
- Caractère régalien : en parlant d'un droit ou d'un pouvoir.
- Ministères régaliens : ministères ordonnant les fonctions régaliennes dans un pays (ou plutôt d’un État).